# Шила (приток Бузима)
Шила — река в Красноярском крае России. Левый приток реки Бузим.

## Физико-географическая характеристика
Длина реки составляет 59 км, площадь водосборного бассейна — 520 км².
Протекает в юго-восточном направлении по территории Емельяновского и Сухобузимского районов. Исток находится западнее посёлка Гаревое, напротив деревни Воробино впадает в реку Бузим в 62 км от её устья по левому берегу. Вдоль течения реки расположены населённые пункты Борского и Шилинского сельсоветов — деревни Ленинка и Шошкино, посёлок Шилинка, село Шила.

### Притоки
(расстояние от устья)
- 16 км: река Кипчуль (лв)
- 33 км: река Кривая Черемшанка (лв)
- 46 км: ручей Воробинский (лв)

## Данные водного реестра
По данным государственного водного реестра России и геоинформационной системы водохозяйственного районирования территории РФ, подготовленной Федеральным агентством водных ресурсов:
- Бассейновый округ — Енисейский
- Речной бассейн — Енисей
- Речной подбассейн — Енисей между слиянием Большого и Малого Енисея и впадением Ангары
- Водохозяйственный участок — Енисей от Красноярского гидроузла до впадения реки Ангары без реки Кан